# 孔薩卡

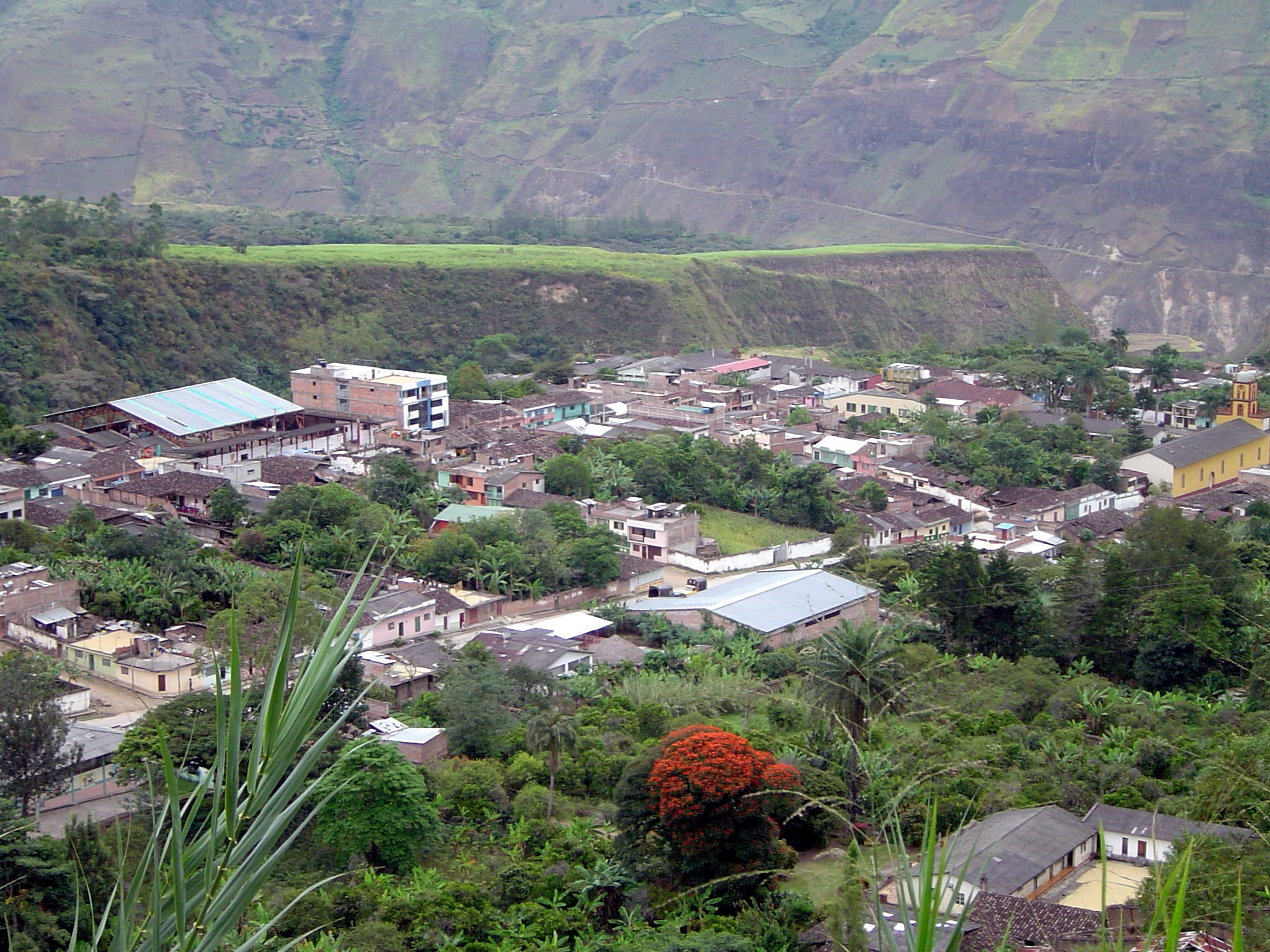

孔薩卡是哥倫比亞的城鎮，位於該國西南部，由納里尼奧省負責管轄，距離首府帕斯托50公里，始建於1861年，面積92平方公里，海拔高度1,712米，2005年人口10,209。

## 外部連結
- （西班牙文） Official Consaca Website （页面存档备份，存于）

1°12′N 77°28′W / 1.200°N 77.467°W